# Чаутада
Чаутада бирм. ကျောက်တံတား မြို့နယ် [tɕaʊʔdədámjo̰nɛ̀] — один из центральных районов Янгона, деловой центр города. Делится на девять округов. На востоке находится район Ботатхаун, на юге —— река Янгон и район Схэйкан, на западе — район Панбэтан, а на севере — район Мингала-таун-ньунё. В районе Чаутада располагается пагода Суле, а также многие официальные учреждения: Центральный банк Мьянмы, Верховный апелляционный суд Мьянмы, Министерство туризма, Департамент иммиграции и регистрации, посольство США, Великобритании, Индии, Австралии и другие. В районе находятся пять начальных школ, одна средняя школа и одна старшая школа.

## Достопримечательности
Чаутада входил в территорию, охваченную британским планом застройки, поэтому там расположено множество колониальных зданий, включая 39 охраняемых государством достопримечательностей.
| Здание                                               | Тип                          | Адрес                         | Примечания                              |
| ---------------------------------------------------- | ---------------------------- | ----------------------------- | --------------------------------------- |
| Центральный банк Мьянмы                              | правительственное учреждение | 24—26 улица пагоды Суле       | Старое здание Центрального банка        |
| Центральное пожарное управление                      | правительственное учреждение | улица пагоды Суле, 137—139    |                                         |
| Центральная почта                                    |                              | улица Бо Аун Чьо, 39—41       |                                         |
| Центральная морская гидрографическая станция         | правительственное учреждение | улица Стрэнд, 55—61           |                                         |
| Городская ратуша Янгона                              | правительственное учреждение | улица Маха-Бандулы            |                                         |
| Таможня                                              |                              | улица Стрэнд, 132             |                                         |
| Баптистская церковь Эммануэля                        | церковь                      | улица парка Маха-Бандулы, 411 |                                         |
| Пожарное управление                                  | правительственное учреждение | улица пагоды Суле, 127—133    |                                         |
| Департамент информации и связей с общественностью    | правительственное учреждение | улица Пансходан, 22—24        |                                         |
| Департамент иммиграции и регистрации                 | правительственное учреждение | улица парка Маха-Бандулы, 416 |                                         |
| Управление по налогам и сборам                       | правительственное учреждение | улица Пансходан, 55—61        |                                         |
| Департамент труда                                    | правительственное учреждение | улица Пансходан, 138—158      |                                         |
| Департамент пенсий                                   | правительственное учреждение | Банковая улица, 27            |                                         |
| Посольство Австралии                                 | посольство                   | улица Стрэнд, 88              |                                         |
| Посольство Индии                                     | посольство                   | Торговая улица, 545—547       |                                         |
| Посольство Великобритании                            | посольство                   | улица Стрэнд, 80              |                                         |
| Посольство США                                       | посольство                   | Торговая улица, 581           |                                         |
| Верховный суд Мьянмы                                 | суд                          | улица Пансходан, 89—133       | бывшее здание верховного суда           |
| Управление речным транспортом                        |                              | улица Пансходан, 44—54        |                                         |
| Методистская церковь                                 | церковь                      | улица Схэйканта, 239          |                                         |
| Министерство туризма                                 | правительственное учреждение | улица пагоды Суле, 77—91      |                                         |
| Сельскохозяйственный банк                            |                              | Торговая улица, 526—532       |                                         |
| Экономический банк Мьянмы                            | правительственное учреждение | улица Маха-Бандулы, 564       |                                         |
| Филиалы Экономического банка и Сберегательного банка | правительственное учреждение | улица Пансходан, 27—41        |                                         |
| Филиал Экономического банка                          | правительственное учреждение | улица пагоды Суле, 15—19      |                                         |
| Экспортно-импортное предприятие Мьянмы               | правительственное учреждение | Торговая улица, 579           |                                         |
| Государственная страховая компания                   | правительственное учреждение | улица пагоды Суле, 142—144    |                                         |
| Индустриальный банк развития Мьянмы                  | правительственное учреждение | улица Пансходан, 26—42        |                                         |
| Филиал Государственной страховой компании            | правительственное учреждение | улица Пансходан, 128—132      |                                         |
| Почта и телекоммуникации Мьянмы                      | правительственное учреждение | улица Пансходан, 125—133      |                                         |
| Управление портами Мьянмы                            | правительственное учреждение | улица Пансходан, 2—20         |                                         |
| Отдел технологий и науки, Cybermec                   |                              | Торговая улица, 550—552       |                                         |
| отель Стрэнд                                         | отель                        | улица Стрэнд, 92              |                                         |
| пагода Суле                                          | пагода                       | улица пагоды Суле             |                                         |
| Сунни Джама Бенгали                                  | мечеть                       | улица пагоды Суле, 93         |                                         |
| Сурти Сунни Джама                                    | мечеть                       | 35-я улица, 224—228           |                                         |
| Комплекс бюро отделения Янгона                       | правительственное учреждение | Банковая улица, 56—66         | бывшее здание полицейского комиссариата |
| Статистический департамент бюро отделения Янгона     | правительственное учреждение | Банковая улица, 22—34         |                                         |
| Высокий мировой апелляционный суд Янгона             | суд                          | улица Пансходан, 1            |                                         |